# Baldur's Gate: Dark Alliance
Baldur's Gate: Dark Alliance est un jeu vidéo édité par Interplay Entertainment et développé par Snowblind Studios, il est plutôt axé sur l'action et l'aventure que sur le côté jeu de rôle de ses prédécesseurs.
Le jeu sort le 14 décembre 2001 sur PlayStation 2 dans une version française intégrale, se jouant en solitaire, ou à deux. Les versions Xbox et GameCube sortent en 2003, et la version Game Boy Advance sort en 2004, elle est réalisée par le studio français Magic Pockets.

## Histoire
Le jeu commence par un choix entre trois personnages, Adrianna, Vahn, ou Kromlech. Durant la nuit où l'un des trois personnages entre dans la ville de la Porte de Baldur, la guilde des voleurs attaque le joueur en le laissant pour mort en lui ayant volé son argent. Son personnage, secouru par les gardes de la ville, va trouver refuge à la taverne du Chant de l'elfe et va alors chercher à retrouver les voleurs pour se venger.

## Accueil
- Jeuxvideo.com : 16/20 (PS2/XB)[1] - 14/20 (GC)[2] - 15/20 (GBA)[3]

## Suite
Après le succès du 1er épisode, Baldur's Gate: Dark Alliance 2 sort sur PlayStation 2 et Xbox le 6 février 2004.